# تومي دورسي
تومي دورسي (بالإنجليزية: Tommy Dorsey)‏ (و. 1905 – 1956 م) هو موزع، وبواق، وقائد فرقة ‏، وملحن، وعازف جاز، وعازف مترددة ‏، وممثل أفلام أمريكي، يستخدم آلات مترددة (آلة موسيقية)، وبوق، توفي في غرينويتش، عن عمر يناهز 51 عاماً، بسبب سرطان.

## وصلات خارجية
- تومي دورسي على موقع IMDb (الإنجليزية)
- تومي دورسي على موقع الموسوعة البريطانية (الإنجليزية)
- تومي دورسي على موقع ميوزك برينز (الإنجليزية)
- تومي دورسي على موقع إن إن دي بي (الإنجليزية)
- تومي دورسي على موقع أول ميوزيك (الإنجليزية)
- تومي دورسي على موقع ديسكوغز (الإنجليزية)
- تومي دورسي على موقع قاعدة بيانات الفيلم (الإنجليزية)

- تومي دورسي في قاعدة بيانات الأفلام على الإنترنت